# セルトリ細胞
セルトリ細胞（せるとりさいぼう、英: Sertoli cell）は、精上皮の基底側から管腔側に向かって伸びる柱状の細胞。Sertoli細胞とも表記される。1865年にパヴィア大学のエンリコ・セルトリにより精巣から発見され、彼にちなんで命名された。
セルトリ細胞は形態的に基底部とセルトリ細胞幹より構成される。滑面小胞体に富む。セルトリ細胞は精細胞の支持、栄養供給、種々のタンパク質の分泌、精子離脱の補助、食作用（貪食作用）、免疫学的障壁（免疫系#上皮の防壁）などの機能を有する。
セルトリ細胞はインヒビン、トランスフェリン、セルロプラスミンなどを分泌する。血液精巣関門は形態学的にはセルトリ細胞間に形成される密着結合帯である。